# Pratap Chitnis, Baron Chitnis
Pratap Chidamber Chitnis, Baron Chitnis (* 1. Mai 1936 in Birmingham; † 12. Juli 2013) war ein britischer Politiker und Life Peer.

## Leben und Karriere
Chitnis wurde am 1. Mai 1936 als Sohn von Chidamber N. Chitnis und Lucia Mallik geboren. Seine Familie unterstützte die Liberalen. 1958 trat Pratap selbst der Liberal Party bei. Er besuchte  das Stonyhurst College. Später studierte er an University of Birmingham, wo er mit einem Bachelor of Arts abschloss, und an der University of Kansas, wo er mit einem Master of Arts graduierte.
Er war von 1958 bis 1959 als Administrationsassistent des National Coal Board tätig. 1959 trat er als Kandidat für das St Marylebone Borough Council an, wurde aber nicht gewählt. 1960 wurde er Leiter (Head) des neu gegründeten Local Government Department der Liberal Party Organisation. Er war Wahlkampfleiter seiner Partei zur Nachwahl 1962 in Orpington. Diese war mit der Wahl von Eric Lubbock ein Erfolg für die Partei. Von 1964 bis 1966 war Chitnis Presseoffizier und anschließend bis 1969 Leiter (Head) der Liberal Party Organisation. Von 1970 bis 1977 war er Mitglied der Community Relations Commission. Für die Joseph Rowntree Social Service Trust war er von 1969 bis 1975 Sekretär sowie Chief Executive und Direktor von 1975 bis 1988. Er war von 1972 bis 1977 Mitglied des BBC Asian Programme Advice Committee und dessen Vorsitzender (Chairman) von 1979 bis 1983. Von 1981 bis 1986 war Chitnis Vorsitzender (Chairman) von Refugee Action und von 1986 bis 1989 vom British Refugee Council.
Chitnis ist Autor mehrerer unabhängiger Berichte zu den Wahlen in Simbabwe 1979 und 1980, Guyana 1980 (mit Lubbock), El Salvador 1982, 1984 und 1988; sowie Nicaragua 1984. Dort war er als offizieller Vertreter von David Steel. Er bemerkte dazu, dass die Wahl nicht perfekt gewesen sei, jedoch besser als zuvor in El Salvador.
1985 besuchte er die Grenze von Honduras und El Salvador, um einen Mordfall zu untersuchen, durfte sich dabei aber nicht an den Tatort begeben und kehrte nach London zurück.
Er war Schirmherr (Patron) von Actors Unlimited.

## Mitgliedschaft im House of Lords
Chitnis wurde am 18. Juli 1977 zum Life Peer als Baron Chitnis, of Rydale in the County of North Yorkshire ernannt. Seine Antrittsrede im House of Lords hielt er am 9. November 1977. Dort saß er als Crossbencher.
In den 1970er Jahren sprach er zu den Themen Rüstungshilfe für El Salvador, der neuen Verfassung für Simbabwe-Rhodesien und den dortigen Wahlen, sowie der indonesischen Invasion in Osttimor und Immigrationsfragen. In den 1980er Jahren meldete er sich zum Bergbau in Bolivien, der diplomatischen Repräsentanz in Nicaragua, britischer Militärhilfe an Belize, El Salvador, Costa Rica und Honduras, sowie einem Briefwechsel zwischen der Premierministerin Margaret Thatcher und dem nicaraguanischen Präsidenten Daniel Ortega.
Zuletzt meldete er sich am 29. Juli 1988 zu Wort.
Chitnis lebte zuletzt in Frankreich und nahm daher nicht mehr an Sitzungen teil. Seit dem 11. Juni 2012 war er durch ein Leave of Absence offiziell vom Oberhaus beurlaubt.

## Familie
Seit 1964 war Chitnis mit Anne Brand, der Tochter von Frank Mansell Brand verheiratet. Sie hatten einen Sohn, der bereits verstorben ist.